# Peroxid de sodiu
Peroxidul de sodiu este un compus anorganic cu formula chimică Na2O2. Este un solid gălbui care se obține în urma arderii sodiului în exces de oxigen. Este unul dintre cei mai cunoscuți și utilizați peroxizi.

## Proprietăți
Cristalele de peroxid de sodiu aparțin simetriei hexagonale. La încălzirea la 512 °C, forma hexagonală suferă tranziția într-o formă cu simetrie necunoscută. Creșterea temperaturii peste 675 °C favorizează descompunerea peroxidului în oxid de sodiu (Na2O) și oxigen molecular (O2), înainte de atingerea punctului de fierbere.
2 Na2O2 →   2 Na2O   +   O2
În contact cu apa, peroxidul de sodiu este hidrolizat, și se obțin hidroxid de sodiu și peroxid de hidrogen conform reacției:
Na2O2  +  2 H2O   →   2 NaOH  +  H2O2

## Obținere
Peroxidul de sodiu poate fi obținut la scară industrială în urma reacției dintre sodiu metalic și oxigen la o temperatură de 130–200 °C. Acesta este un proces în urma căruia se obține oxidul de sodiu, compus care ulterior absoarbe oxigen:
4 Na  +  O2  →   2 Na2O
2 Na2O  +  O2  →   2 Na2O2
De asemenea, peroxidul de sodiu mai poate fi obținut și prin trecerea ozonului gazos peste iodură de sodiu într-un tub de platină sau paladiu. Ozonul oxidează sodiul cu formare de peroxid. Iodul trece în stare solidă, formând cristale, care la rândul lor pot fi sublimate prin încălzire ușoară. Metalele alese doar catalizează reacția, și nu sunt atacate de peroxidul care se formează.